# Marajá de Patiala

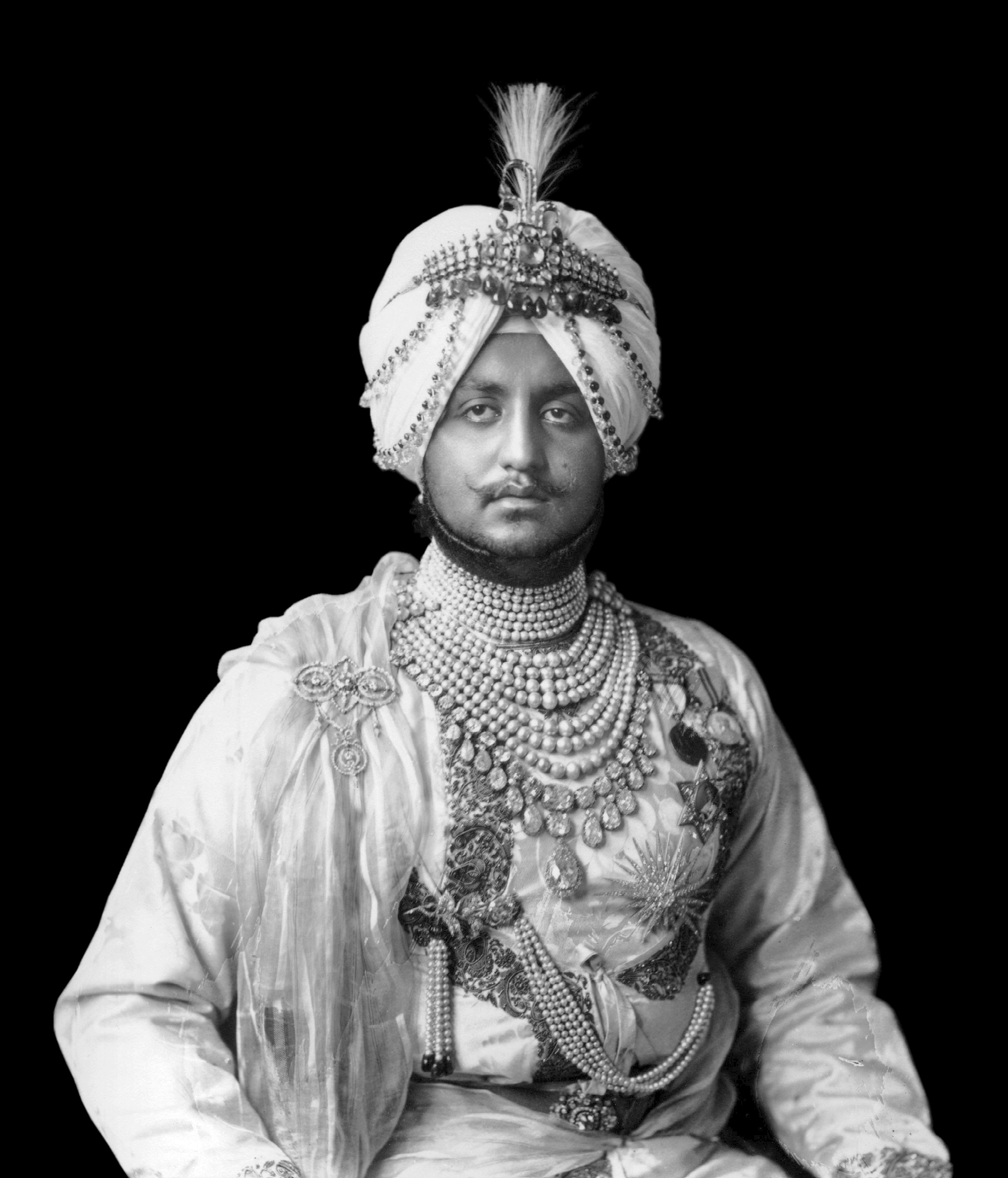
Marajá Bhupendra Singh

O marajá de Patiala era um marajá na Índia e o governante do estado principesco de Patiala, um estado de Sidhu Jat. O primeiro marajá de Patiala foi Baba Ala Singh Sidhu (1695–1765), que recebeu o título de Amade Xá Durrani, do Afeganistão, em 1764.
O marajá mais famoso de Patiala foi Bhupinder Singh (12 de outubro de 1891 - 23 de março de 1938). Talvez seja talvez mais conhecido por sua extravagância e por ser um jogador de críquete. Suas equipes de pólo e críquete estavam entre as melhores da Índia. Dois de seus filhos, Maharajadhiraj Yadavindra Singh e Raja Bhalindra Singh, jogaram críquete de primeira classe. Yuvraj jogou em um teste para a Índia, em 1934.
O marajá de Patiala também era conhecido como o dono do maior campo de críquete de Chail e o primeiro indiano a possuir um carro e uma aeronave. Foi dito que ele possuía uma aeronave em 1911, a nave modelo B dos irmãos Wright.
O marajá de Patiala também foi considerado como líder dos sikhs e das massas do Punjab antes da partição da Índia. Quando, durante a estação chuvosa, transborda um rio sazonal na fronteira com a cidade de Patiala, o marajá encarregado oferece ao rio um Nath tradicional, um ornamento usado por mulheres em seu nariz, e também grossos kangans, após orações feitas por sacerdotes. Isso foi praticado pela última vez em 1993, quando o rio rompeu as defesas do rio e inundou Patiala.
Yadavindra Singh tornou-se marajá em 23 de março de 1938. Foi o último marajá independente, concordando com a adesão do Estado Patiala à recém-independente União da Índia em 1947. Em 5 de maio de 1948 tornou-se Rajpramukh do novo estado indiano de Patiala e União dos Estados de Punjab Oriental.
O atual chefe da família real, herdeiro de Yadavindra Singh, é o capitão Amarinder Singh, antigo  ministro-chefe do Punjab e político do Congresso Nacional Indiano. Seu filho é Raninder Singh.

## Lista de Marajás
Segue-se a lista de marajás de Patiala em ordem de sua ascensão ao trono:
- Marajá Baba Ala Singh
- Marajá Amar Singh
- Marajá Sahib Singh
- Marajá Karam Singh
- Marajá Narinder Singh
- Marajá Mohinder Singh
- Marajá Rajinder Singh
- Marajá Bhupinder Singh
- Marajá Yadavindra Singh